# Furth (Niederbayern)
Furth este o comună din districtul Landshut, landul Bavaria, Germania. Din cauză că în Germania există mai multe localități cu acest nume, când este nevoie se precizează astfel: Furth (Niederbayern).